# Амфитеатър (Хисаря)
Амфитеатърът в Хисаря е античен римски амфитеатър. Построен е през III в.
Намира се в непосредствена близост до минералния извор „Момина сълза“. Първоначално е използван за провеждане на гладиаторски борби, но след приемане на християнството за официална религия в Римската империя през 313 г., се използва за спортни състезания и борби с животни. Изцяло е запазена арената на амфитеатъра. В Археологическия музей в Хисаря е експониран макет на амфитеатъра на Диоклецианопол.